# Cabo Negro (Angola)
Cabo Negro é uma região costeira que se localiza em Angola.